# Re-Armed
Re-Armed ist eine finnische Death- und Thrash-Metal-Band aus Kerava, die 2001 gegründet wurde.

## Geschichte
Die Band wurde 2001 von fünf Musikern gegründet. Es folgten die ersten Auftritte sowie verschiedene Besetzungswechsel. Zudem wurden mehrere Demos veröffentlicht, ehe im Januar 2012 das Debütalbum Worldwide Hypnotize über Massacre Records erschien. Das Album war bereits Ende 2010 aufgenommen worden. Danach folgten Tourneen durch Europa zusammen mit Chimaira, Suffocation, Origin, Cattle Decapitation und Cryptopsy. Darüber hinaus war die Gruppe auf dem Bloodstock Open Air zu sehen. Im Januar 2014 schloss sich über Eternal Sound Records das zweite Album unter dem Namen Rottendam an. Danach verließ der Gitarrist und Songwriter Tommi Helkalahti die Besetzung, woraufhin die Band für längere Zeit pausierte. In neuer Besetzung folgte 2015 die EP Total Lack of Communication in Eigenveröffentlichung. Das nächste Album schloss sich im September 2016 über Saarni Records unter dem Namen The Era of Precarity an.

## Stil
Dominik Winter vom Metal Hammer schrieb in seiner Rezension zu Stop This Evolution, dass hierauf Death Metal im skandinavischen Stil mit starkem Thrash-Metal-Einfluss zu hören ist. Das Lied Shieldshock biete einen „Schrei-Grunz-Mix“ und weise kurzzeitig einen Groove auf, der an Napalm Death erinnere. In den anderen Songs vereine die Gruppe Melodien und Blastbeats. In einer späteren Ausgabe rezensierte Anzo Sadoni Worldwide Hypnotize. Die Gruppe gebe zwar an, dass sie versuche Death Metal im Göteborger Stil zu spielen, was man der Musik auch anhöre, jedoch sei ein Vergleich zu Callenish Circle oder Detonation treffender, die eine extremere Version des Melodic Death Metal spielen würden. Auch arbeite die Gruppe Elemente aus dem Modern Metal wie Gang Shouts und Breakdowns ein. In derselben Ausgabe interviewte Dominik Winter Jouni Matilainen. Die Gruppe spiele eine Mischung aus Thrash- und Death-Metal und lasse sich zwischen The Crown und Machine Head einordnen. Zudem seien auch Einflüsse aus dem Black Metal und Grindcore hörbar. Matilainen gab an, mit dem Album zu versuchen, die moderne Gesellschaft zu kritisieren. Laut Andreas Groh von rocktimes.de ist auf Rottendam hauptsächlich Death Metal zu hören, dem Thrash-Metal-, aber auch Grindcore-Anteile beiwohne. Es gebe jedoch keine permanenten Keyboardklänge, wie im finnischen Metal üblich, sondern „zwei shreddernde Gitarren, die zudem auch mal Leads einstreuen und hämmernde Drums“. Der Gesang bestehe aus „Grunzen“ und „Keifen“.

## Diskografie
- 2002: Life That Seems to Be Lost… (Demo, Eigenveröffentlichung)
- 2004: The Eyes That Have Seen Everything (Demo, Eigenveröffentlichung)
- 2006: Illusion of Katharsis (Demo, Eigenveröffentlichung)
- 2007: Hollow Inc. (Demo, Eigenveröffentlichung)
- 2007: Feardrops (Demo, Eigenveröffentlichung)
- 2008: Stop This Evolution (Demo, Eigenveröffentlichung)
- 2012: Worldwide Hypnotize (Album, Massacre Records)
- 2014: Rottendam (Album, Eternal Sound Records)
- 2015: Total Lack of Communication (EP, Eigenveröffentlichung)
- 2016: The Era of Precarity (Album, Saarni Records)